# Hilara pruinosa
Hilara pruinosa är en tvåvingeart som beskrevs av Christian Rudolph Wilhelm Wiedemann 1822. Hilara pruinosa ingår i släktet Hilara och familjen dansflugor. Inga underarter finns listade i Catalogue of Life.